# Ходжаян, Аршак Бедросович
Аршак Бедросович Ходжаян (Ходжаянц) (1867—1943) — русский армянский ремесленник.

## Биография
Родился в 1867 году.
Работал приказчиком галантерейного магазина Якова Каялова в Нахичевани-на-Дону.
В 1893 году Ремесленная управа Ростова-на-Дону выдала Аршаку Ходжаяну свидетельство мастера по ручной художественной вышивке. В 1898 году он получил разрешение за подписью наказного атамана Области Войска Донского на открытие ремесленно-промышленной школы «Женский труд» в Ростове-на-Дону. Школа находилась, предположительно, на первом этаже Городского дома. Затем открыл на улице Большой Садовой магазин «Дамское рукоделие».
Аршак Бедросович был одним из самых популярных и востребованных портных Ростова-на-Дону. Учиться в его школе рукоделия могли все желающие в возрасте от 14 лет. Курс обучения давал возможность овладеть различными техниками вышивки, вязания, аппликации; занятия в школе вела его супруга — Вера Борисовна Ходжаян (в девичестве Атарова).
Всё необходимое для рукоделия Ходжаян закупал в лучших мануфактурах России и Европы. Из рекламы супругов Ходжаян: «Готовая, начатая и рисованные работы и склад всех материалов к ним: шелк для вышивания, бумага для вязания чулок, нитки, канва, канвовые материи и т. д.». Его работа была отмечена золотыми медалями Императорского Доно-Кубано-Терского общества сельского хозяйства (1908) за художественную вышивку и «изящное рукоделье». Магазин Аршака Бедросовича Ходжаяна был одним из лучших на юге России. Но в годы Гражданской войны школа и магазин закрылись. А. Б. Ходжаян продолжал заниматься ремеслом вышивальщика с 1921 по 1930 годы как кустарь Донского кооперативного товарищества кустарей ремесленников.
Умер в 1943 году.
В настоящее время наиболее интересные предметы из магазина «Дамское рукоделие» Ходжаяна находятся в Музее русско-армянской дружбы. Это произошло благодаря стараниям общественной организации, которая называется «Ростовский региональный общественный фонд развития культурного наследия армян Дона».